# 小行星7414
小行星7414（7414 Bosch）是一颗绕太阳运转的小行星，为主小行星带小行星。该小行星于1990年10月13日发现。

## 轨道参数
小行星7414的轨道半长轴为3.1763192 UA，离心率为0.215。